# دوزال
دوزال هي قرية في مقاطعة جلفا، إيران. عدد سكان هذه القرية هو 496 في سنة 2006.